# غريغ داي
غريغ داي هو لاعب هوكي الجليد كندي، ولد في 25 فبراير 1977 في St. Clair Beach, Ontario ‏ في كندا.

## وصلات خارجية
- غريغ داي على موقع دوري الهوكي الوطني (الإنجليزية)
- غريغ داي على موقع EliteProspects.com (الإنجليزية)
- غريغ داي على موقع HockeyDB.com (الإنجليزية)